# Leucania nigrescens
Leucania nigrescens är en fjärilsart som beskrevs av George Newton Best 1953. Leucania nigrescens ingår i släktet Leucania och familjen nattflyn. Inga underarter finns listade i Catalogue of Life.